# Маркомани
Маркомани (на латински: Marcomanni; на старогръцки: Μαρκομάννοι, Μαρκομμάνοι, o Μαρκομανοί) са германско племе от свебската група, което от 1 век пр.н.е. живее в областта на р. Майн
Името се състои от марк (гранична страна) и мани (мъже). Марко в келтския език означава също коне. Така името маркомани може да означава „мъже на коне“.

## Крале на маркоманите
- ок. 9 пр.н.е. – 18 г.: Марбод
- 18/19 г.: Катуалда
- от ок. 19 г.: Ваний
- ок. 166: Баломар